# 原硅酸镁
原硅酸镁（英語：Magnesium orthosilicate），化学式Mg2SiO4，是镁的原硅酸盐，在自然界以鎂橄欖石的形式存在。